# Рашфорд (Вісконсин)
Рашфорд (англ. Rushford) — місто (англ. town) в США, в окрузі Віннебаґо штату Вісконсин. Населення — 1623 особи (2020).

## Демографія
Згідно з переписом 2010 року, у місті мешкала 1561 особа в 613 домогосподарствах у складі 456 родин. Було 682 помешкання
Расовий склад населення:
| - 98,6 % — білих - 0,4 % — чорних або афроамериканців - 0,2 % — вихідців з тихоокеанських островів - 0,2 % — корінних американців - 0,1 % — азіатів |

До двох чи більше рас належало 0,3 %. Частка іспаномовних становила 1,2 % від усіх жителів.
За віковим діапазоном населення розподілялося таким чином: 23,2 % — особи молодші 18 років, 62,6 % — особи у віці 18—64 років, 14,2 % — особи у віці 65 років та старші. Медіана віку мешканця становила 43,1 року. На 100 осіб жіночої статі у місті припадало 110,7 чоловіків;  на 100 жінок у віці від 18 років та старших — 113,0 чоловіків також старших 18 років.
Середній дохід на одне домашнє господарство  становив 70 345 доларів США (медіана — 61 515), а середній дохід на одну сім'ю — 75 375 доларів (медіана — 63 875). Медіана доходів становила 49 583 долари для чоловіків та 36 786 доларів для жінок. За межею бідності перебувало 5,9 % осіб, у тому числі 11,0 % дітей у віці до 18 років та 7,2 % осіб у віці 65 років та старших.
Цивільне працевлаштоване населення становило 851 особа. Основні галузі зайнятості: виробництво — 25,4 %, освіта, охорона здоров'я та соціальна допомога — 21,7 %, сільське господарство, лісництво, риболовля — 11,4 %, роздрібна торгівля — 8,2 %.